# Vila Kiseljak
Vila Kiseljak (poznata i kao „skvot na Knežiji“) je zagrebački skvot smešten u Horvaćanskoj ulici 32 u prigradskom naselju Knežija. 
Vila Kiseljak je skvotirana u jesen 2002.  i smatra se prvim u potpunosti uspelim pokušajem skvotiranja u Zagrebu. Iako je skvot u početku nekoliko puta iseljavala policija, njegovi su se stanovnici uvek ponovno vraćali, tako da se nakon nekoga vremena i policija pomirila s činjenicom da u do tada nekoliko godina praznoj kući žive skvoteri. Prostor se koristi za stanovanje i kao socijalni centar, a do sada je promenio više ekipa (hipici, pankeri, ekipa iz kvarta...). Vila Kiseljak je poznata i mnogim skvoterima strancima koji prolaze kroz Zagreb, jer se tu može prespavati ili živeti neko vreme.
U skvotu se često održavaju pank hardkor svirke i razne žurke. Prostor je bitan za alternativni omladinski život Zagreba, kao i za radikalnu aktivističku scenu.

## Spoljašnje veze
- Vila Kiseljak
- Nezvanički sajt skvota
- Skvotiranje u Zagrebu Архивирано на веб-сајту  (10. март 2007) (članak iz magazina 04)